# Plankton

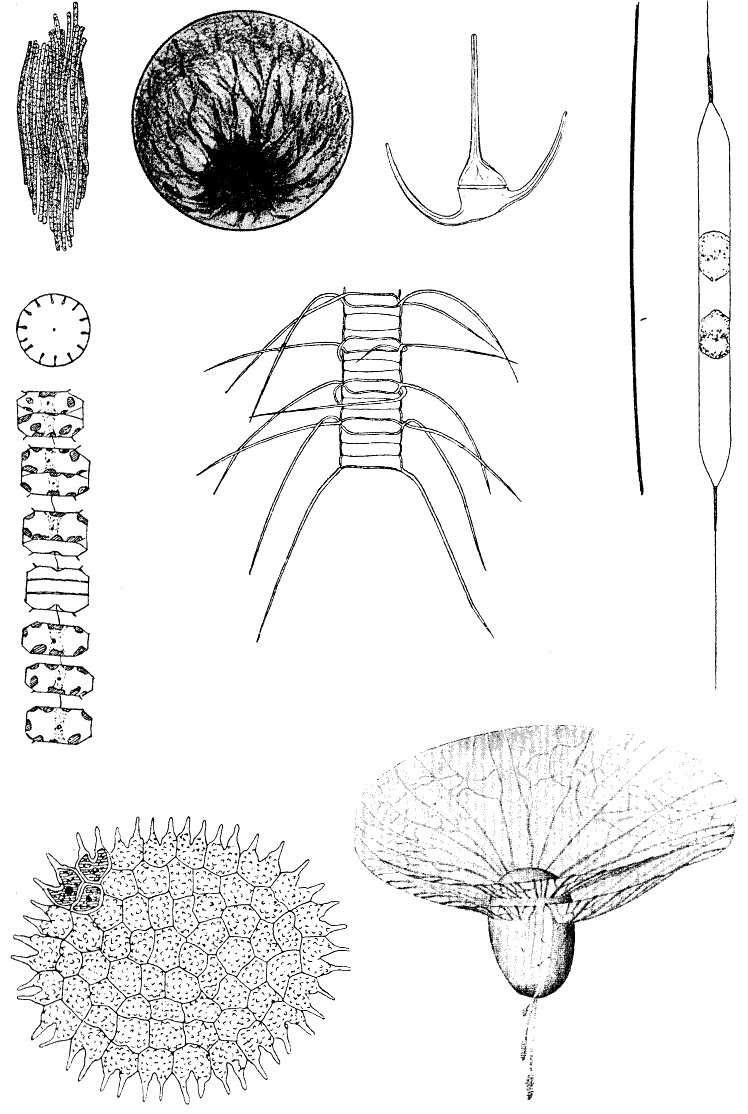
Plankton (grafika na podstawie obserwacji mikroskopowej)

Plankton (gr. πλαγκτός planktós – „błąkający się”) – zespół organizmów unoszących się w wodzie.

## Charakterystyka
Nawet jeśli mają narządy ruchu, to są one zbyt słabe, by organizm mógł się poruszać i przeciwstawić prądom wodnym i wiatrom, wystarczą natomiast do biernego utrzymywania się w stanie zawieszenia. Zazwyczaj plankton stanowią drobne organizmy, ale zalicza się do niego również meduzy, które mogą mieć znaczne rozmiary. Plankton stanowi pożywienie wielu zwierząt wodnych.
Nazwy plankton użył jako pierwszy niemiecki zoolog Victor Hensen w 1887 roku. Badaniami dotyczącymi planktonu zajmuje się planktologia (poszczególne grupy mogą być obiektem badań odpowiednich nauk, takich jak algologia lub mikrobiologia środowiskowa).
Plankton dzieli się na:
- zooplankton (plankton zwierzęcy) – plankton złożony z heterotroficznych organizmów eukariotycznych: pierwotniaki, wrotki, skorupiaki
  - ichtioplankton – plankton rybi, złożony z ikry i larw ryb
- fitoplankton (plankton roślinny) – plankton złożony z organizmów autotroficznych, głównie sinice, zielenice, okrzemki, eugleniny, bruzdnice i kryptomonady
- bakterioplankton (plankton bakteryjny) – plankton złożony z heterotroficznych organizmów prokariotycznych.

Ze względu na środowisko życia plankton dzieli się na:
- słodkowodny
  - jeziorny (limnoplankton)[5]
  - stawowy (heleoplankton)[5]
  - kałużny (telmatoplankton)
  - rzeczny (potamoplankton)[5]
- słonowodny (haloplankton).

Wyróżniane są następujące kategorie wielkości organizmów planktonowych:
- femtoplankton (< 0,2 μm – głównie wirusy)[5]
- pikoplankton (0,2–2 μm[5] lub < 0,2 μm[6] – głównie bakterie)
- nanoplankton (2–20[5] lub 2–30 μm[6])
- plankton sieciowy (> 30 μm – łowiony sieciami planktonowymi)[6]
  - mikroplankton (20–200 μm[5], duże, zwłaszcza kolonijne organizmy fitoplanktonowe, wrotki, małe skorupiaki)
  - mezoplankton (0,2–20 mm[5], większość skorupiaków)
  - makroplankton (2–20 cm[5])
- megaplankton (> 20 cm[5] – meduzy, osłonice, gronorosty).

Organizmy planktoniczne charakteryzuje znaczna przezroczystość ciała oraz ciężar właściwy zbliżony do ciężaru właściwego wody (około 1,05 g/ml). Są one przystosowane do unoszenia się w toni wodnej. Polega ono na zmniejszeniu masy ciała w stosunku do powierzchni przez wytworzenie różnego rodzaju wyrostków lub zmniejszenie ciężaru właściwego ciała. Wyrazem tego jest obecność lekkich delikatnych pancerzyków, brak ciężkich szkieletów i wytwarzanie różnego typu galaretek (niektóre wrotki) lub kropli tłuszczu (pierwotniaki i widłonogi). Niektóre organizmy posiadają wodniczki gazowe pełniące rolę hydrostatyczną. Pozwalają one również na pionowe przemieszczanie się w toni wodnej. Zazwyczaj organizmy planktonowe są pływakami nieaktywnymi, jednak wiele z nich może poprzemieszczać się za pomocą wici, rzęsek lub odnóży. U organizmów planktonowych występuje często zjawisko cyklomorfozy, polegające na regularnych zmianach wielkości i kształtu ciała w ciągu roku.
Organizmy odbywające cały cykl życia jako planktony to holoplankton, podczas gdy organizmy, które w planktonie występują tylko przez niektóre stadia rozwojowe to meroplankton. Organizmy osiadłe na organizmach planktonowych to epiplankton. Organizmy, które dostały się do planktonu przypadkowo to tychoplankton.
Za odpowiednik planktonu na lądzie, w środowisku wewnątrzglebowym, można uważać edafon, aczkolwiek jest on trochę szerszym pojęciem w stosunku do planktonu. Drobne organizmy unoszące się w powietrzu nazywane są aeroplanktonem.